# Andrea Carusi
Andrea Carusi (1946) è un astrofisico italiano.
Laureato in Fisica, è stato planetologo presso lo IASF (Istituto di Astrofisica Spaziale e Fisica Cosmica), parte del Consiglio Nazionale delle Ricerche di Roma, oggi parte dell'Istituto nazionale di astrofisica. Si occupa delle problematiche connesse con l'impatto di asteroidi e comete con la Terra. È membro dell'Unione Astronomica Internazionale, ed è stato presidente della Commissione 20 - Positions & Motions of Minor Planets, Comets & Satellites - dal 1991 al 1994, della Società Italiana di Meccanica Celeste e Astrodinamica e della Spaceguard Foundation, creata dopo aver promosso un incontro internazionale nell'isola di Vulcano (1995), e di cui è stato uno dei membri fondatori e presidente.
Gli è stato dedicato un asteroide, 4700 Carusi.